# Olympische Sommerspiele 2020/Teilnehmer (Malaysia)
| Gelbes Symbol für Goldmedaillen mit stilisierten Olympischen Ringen | Graues Symbol für Silbermedaillen mit stilisierten Olympischen Ringen | Braundes Symbol für Bronzemedaillen mit stilisierten Olympischen Ringen |
| ------------------------------------------------------------------- | --------------------------------------------------------------------- | ----------------------------------------------------------------------- |
| —                                                                   | 1                                                                     | 1                                                                       |

Malaysia nahm an den Olympischen Spielen 2020 in Tokio mit 30 Sportlern in zehn Sportarten teil. Es war die insgesamt 16. Teilnahme an Olympischen Sommerspielen.

## Teilnehmer nach Sportarten

### Badminton
| Athleten                    | Wettbewerb | Gruppenphase                    | Gruppenphase              | Gruppenphase | Gruppenphase | Achtelfinale  | Achtelfinale            | Viertelfinale                                    | Viertelfinale      | Halbfinale             | Halbfinale         | Finale                           | Finale                    | Rang   |
| Athleten                    | Wettbewerb | Gegner                          | Ergebnis                  | Punkte       | Rang         | Gegner        | Ergebnis                | Gegner                                           | Ergebnis           | Gegner                 | Ergebnis           | Gegner                           | Ergebnis                  | Rang   |
| --------------------------- | ---------- | ------------------------------- | ------------------------- | ------------ | ------------ | ------------- | ----------------------- | ------------------------------------------------ | ------------------ | ---------------------- | ------------------ | -------------------------------- | ------------------------- | ------ |
| Frauen                      |            |                                 |                           |              |              |               |                         |                                                  |                    |                        |                    |                                  |                           |        |
| Sonia Cheah Su Ya           | Einzel     | Laura Sárosi                    | DNS                       | 49:61        | 2            | ausgeschieden | ausgeschieden           | ausgeschieden                                    | ausgeschieden      | ausgeschieden          | ausgeschieden      | ausgeschieden                    | ausgeschieden             | 15     |
| Sonia Cheah Su Ya           | Einzel     | Ratchanok Intanon               | 2:1 (21:19, 18:21, 10:21) | 49:61        | 2            | ausgeschieden | ausgeschieden           | ausgeschieden                                    | ausgeschieden      | ausgeschieden          | ausgeschieden      | ausgeschieden                    | ausgeschieden             | 15     |
| Chow Mei Kuan Lee Meng Yean | Doppel     | Greysia Polii / Apriyani Rahayu | 0:2 (14:21, 17:21)        | 117:136      | 3            | —             | —                       | ausgeschieden                                    | ausgeschieden      | ausgeschieden          | ausgeschieden      | ausgeschieden                    | ausgeschieden             | 9      |
| Chow Mei Kuan Lee Meng Yean | Doppel     | Yuki Fukushima / Sayaka Hirota  | 1:2 (21:17, 15:21, 8:21)  | 117:136      | 3            | —             | —                       | ausgeschieden                                    | ausgeschieden      | ausgeschieden          | ausgeschieden      | ausgeschieden                    | ausgeschieden             | 9      |
| Chow Mei Kuan Lee Meng Yean | Doppel     | Chloe Birch / Lauren Smith      | 2:0 (21:19, 21:16)        | 117:136      | 3            | —             | —                       | ausgeschieden                                    | ausgeschieden      | ausgeschieden          | ausgeschieden      | ausgeschieden                    | ausgeschieden             | 9      |
| Männer                      |            |                                 |                           |              |              |               |                         |                                                  |                    |                        |                    |                                  |                           |        |
| Lee Zii Jia                 | Einzel     | A. Potschtarjow                 | 2:0 (21:5, 21:11)         | 84:38        | 1            | Chen Long     | 1:2 (21:8, 19:21, 5:21) | ausgeschieden                                    | ausgeschieden      | ausgeschieden          | ausgeschieden      | ausgeschieden                    | ausgeschieden             | 9      |
| Lee Zii Jia                 | Einzel     | B. Leverdez                     | 2:0 (21:17, 21:5)         | 84:38        | 1            | Chen Long     | 1:2 (21:8, 19:21, 5:21) | ausgeschieden                                    | ausgeschieden      | ausgeschieden          | ausgeschieden      | ausgeschieden                    | ausgeschieden             | 9      |
| Aaron Chia Soh Wooi Yik     | Doppel     | Choi S.-g. / Seo Seung-jae      | 2:0 (24:22, 21:15)        | 122:107      | 2            | —             | —                       | Markus Fernaldi Gideon / Kevin Sanjaya Sukamuljo | 2:0 (21:14, 21:17) | Li Junhui / Liu Yuchen | 0:2 (22:24, 21:13) | Mohammad Ahsan / Hendra Setiawan | 2:1 (17:21, 21:17, 21:14) | Bronze |
| Aaron Chia Soh Wooi Yik     | Doppel     | M. Ahsan / Hendra Setiawan      | 0:2 (16:21, 19:21)        | 122:107      | 2            | —             | —                       | Markus Fernaldi Gideon / Kevin Sanjaya Sukamuljo | 2:0 (21:14, 21:17) | Li Junhui / Liu Yuchen | 0:2 (22:24, 21:13) | Mohammad Ahsan / Hendra Setiawan | 2:1 (17:21, 21:17, 21:14) | Bronze |
| Aaron Chia Soh Wooi Yik     | Doppel     | Jason Ho-Shue / Nyl Yakura      | 2:0 (21:15, 21:13)        | 122:107      | 2            | —             | —                       | Markus Fernaldi Gideon / Kevin Sanjaya Sukamuljo | 2:0 (21:14, 21:17) | Li Junhui / Liu Yuchen | 0:2 (22:24, 21:13) | Mohammad Ahsan / Hendra Setiawan | 2:1 (17:21, 21:17, 21:14) | Bronze |
| Mixed                       |            |                                 |                           |              |              |               |                         |                                                  |                    |                        |                    |                                  |                           |        |
| Chan Peng Soon Goh Liu Ying | Doppel     | Tang Chun Man / Tse Ying Suet   | 1:2 (18:21, 21:10, 16:21) | 113:136      | 4            | —             | —                       | ausgeschieden                                    | ausgeschieden      | ausgeschieden          | ausgeschieden      | ausgeschieden                    | ausgeschieden             | 9      |
| Chan Peng Soon Goh Liu Ying | Doppel     | Mark Lamsfuß / Isabel Herttrich | 0:2 (12:21, 15:21)        | 113:136      | 4            | —             | —                       | ausgeschieden                                    | ausgeschieden      | ausgeschieden          | ausgeschieden      | ausgeschieden                    | ausgeschieden             | 9      |
| Chan Peng Soon Goh Liu Ying | Doppel     | Wang Yilu / Huang Dongping      | 0:2 (13:21, 19:21)        | 113:136      | 4            | —             | —                       | ausgeschieden                                    | ausgeschieden      | ausgeschieden          | ausgeschieden      | ausgeschieden                    | ausgeschieden             | 9      |

### Bogenschießen
| Athleten                                 | Wettbewerb | Qualifikation | Qualifikation | 1. Runde        | 1. Runde | 2. Runde      | 2. Runde      | Achtelfinale  | Achtelfinale  | Viertelfinale | Viertelfinale | Halbfinale    | Halbfinale    | Finale        | Finale        | Rang |
| Athleten                                 | Wettbewerb | Ringe         | Rang          | Gegner          | Ergebnis | Gegner        | Ergebnis      | Gegner        | Ergebnis      | Gegner        | Ergebnis      | Gegner        | Ergebnis      | Gegner        | Ergebnis      | Rang |
| ---------------------------------------- | ---------- | ------------- | ------------- | --------------- | -------- | ------------- | ------------- | ------------- | ------------- | ------------- | ------------- | ------------- | ------------- | ------------- | ------------- | ---- |
| Frauen                                   |            |               |               |                 |          |               |               |               |               |               |               |               |               |               |               |      |
| Syaqiera Mashayikh                       | Einzel     | 630           | 43            | Jelena Ossipowa | 4:6      | ausgeschieden | ausgeschieden | ausgeschieden | ausgeschieden | ausgeschieden | ausgeschieden | ausgeschieden | ausgeschieden | ausgeschieden | ausgeschieden | 33   |
| Männer                                   |            |               |               |                 |          |               |               |               |               |               |               |               |               |               |               |      |
| Khairul Anuar Mohamad                    | Einzel     | 661           | 20            | Antti Vikström  | 6:5      | Wang Dapeng   | 6:5           | Kim Woo-jin   | 0:6           | ausgeschieden | ausgeschieden | ausgeschieden | ausgeschieden | ausgeschieden | ausgeschieden | 9    |
| Mixed                                    |            |               |               |                 |          |               |               |               |               |               |               |               |               |               |               |      |
| Khairul Anuar Mohamad Syaqiera Mashayikh | Mannschaft | 1291          | 19            | —               | —        | —             | —             | ausgeschieden | ausgeschieden | ausgeschieden | ausgeschieden | ausgeschieden | ausgeschieden | ausgeschieden | ausgeschieden | 19   |

### Golf
| Athleten    | Runde 1 | Runde 2 | Runde 3 | Runde 4 | Gesamt | Par | Rang |
| ----------- | ------- | ------- | ------- | ------- | ------ | --- | ---- |
| Frauen      |         |         |         |         |        |     |      |
| Kelly Tan   | 73      | 73      | 72      | 64      | 282    | −2  | 34   |
| Männer      |         |         |         |         |        |     |      |
| Gavin Green | 74      | 72      | 70      | 72      | 288    | +4  | 57   |

### Leichtathletik
Laufen und Gehen 
| Athleten            | Wettbewerb | Vorlauf | Vorlauf | Runde 1 | Runde 1 | Halbfinale    | Halbfinale    | Finale        | Finale        | Rang          |
| Athleten            | Wettbewerb | Zeit    | Rang    | Zeit    | Rang    | Zeit          | Rang          | Zeit          | Rang          | Rang          |
| ------------------- | ---------- | ------- | ------- | ------- | ------- | ------------- | ------------- | ------------- | ------------- | ------------- |
| Frauen              |            |         |         |         |         |               |               |               |               |               |
| Azreen Nabila Alias | 100 m      | 11,77 s | 7       | 11,91 s | 7       | ausgeschieden | ausgeschieden | ausgeschieden | ausgeschieden | ausgeschieden |

 Springen und Werfen 
| Athleten    | Wettbewerb | Qualifikation         | Qualifikation | Finale        | Finale        | Rang |
| Athleten    | Wettbewerb | Weite/Höhe            | Rang          | Weite/Höhe    | Rang          | Rang |
| ----------- | ---------- | --------------------- | ------------- | ------------- | ------------- | ---- |
| Männer      |            |                       |               |               |               |      |
| Lee Hup Wei | Hochsprung | ohne gültigen Versuch | —             | ausgeschieden | ausgeschieden | —    |

### Radsport

#### Bahn
| Männer              |        |         |    |  |    |                |
| Azizulhasni Awang   | Sprint | 9,626 s | 17 |  | 10 | 10             |
| Shah Firdaus Sahrom | Sprint | 9,700 s | 23 |  | 12 | 12             |
| Azizulhasni Awang   | Keirin |         |    |  | 2  | Silbermedaille |
| Shah Firdaus Sahrom | Keirin |         |    |  | 16 | 16             |

### Schießen
| Athleten               | Wettbewerb                                 | Qualifikation   | Qualifikation | Finale          | Finale        | Ringe/ Scheiben | Rang |
| Athleten               | Wettbewerb                                 | Ringe/ Scheiben | Rang          | Ringe/ Scheiben | Rang          | Ringe/ Scheiben | Rang |
| ---------------------- | ------------------------------------------ | --------------- | ------------- | --------------- | ------------- | --------------- | ---- |
| Frauen                 |                                            |                 |               |                 |               |                 |      |
| Nur Suryani Mohd Taibi | 50 m Kleinkalibergewehr Dreistellungskampf | 1142            | 34            | ausgeschieden   | ausgeschieden | 1142            | 34   |

### Schwimmen
| Athleten     | Wettbewerb     | Vorlauf        | Vorlauf | Halbfinale    | Halbfinale    | Finale        | Finale        | Rang |
| Athleten     | Wettbewerb     | Zeit           | Rang    | Zeit          | Rang          | Zeit          | Rang          | Rang |
| ------------ | -------------- | -------------- | ------- | ------------- | ------------- | ------------- | ------------- | ---- |
| Frauen       |                |                |         |               |               |               |               |      |
| Phee Jinq En | 100 m Brust    | 1:08,40 min NR | 29      | ausgeschieden | ausgeschieden | ausgeschieden | ausgeschieden | 29   |
| Phee Jinq En | 200 m Brust    | 2:32,57 min    | 31      | ausgeschieden | ausgeschieden | ausgeschieden | ausgeschieden | 31   |
| Männer       |                |                |         |               |               |               |               |      |
| Welson Sim   | 200 m Freistil | 1:49,24 min    | 32      | ausgeschieden | ausgeschieden | ausgeschieden | ausgeschieden | 32   |
| Welson Sim   | 400 m Freistil | 3:58,25 min    | 33      | ausgeschieden | ausgeschieden | ausgeschieden | ausgeschieden | 33   |

### Segeln
| Athleten                         | Wettbewerb   | Qualifikation | Qualifikation | Medal Race    | Medal Race    | Punkte | Rang |
| Athleten                         | Wettbewerb   | Punkte        | Rang          | Punkte        | Rang          | Punkte | Rang |
| -------------------------------- | ------------ | ------------- | ------------- | ------------- | ------------- | ------ | ---- |
| Frauen                           |              |               |               |               |               |        |      |
| Nur Shazrin Mohamad Latif        | Laser Radial | 194           | 26            | ausgeschieden | ausgeschieden | 194    | 26   |
| Nuraisyah Jamil Juni Noor Jamali | 470er        | 158           | 19            | ausgeschieden | ausgeschieden | 158    | 19   |
| Männer                           |              |               |               |               |               |        |      |
| Khairulnizam Afendy              | Laser        | 196           | 28            | ausgeschieden | ausgeschieden | 196    | 28   |

### Turnen

#### Gerätturnen
| Athleten      | Wettbewerb       | Qualifikation | Qualifikation | Finale        | Finale        | Rang |
| Athleten      | Wettbewerb       | Punkte        | Rang          | Punkte        | Rang          | Rang |
| ------------- | ---------------- | ------------- | ------------- | ------------- | ------------- | ---- |
| Frauen        |                  |               |               |               |               |      |
| Farah Abdul   | Boden            | 12,233        | 64            | ausgeschieden | ausgeschieden | 64   |
| Farah Abdul   | Schwebebalken    | 11,566        | 76            | ausgeschieden | ausgeschieden | 76   |
| Farah Abdul   | Stufenbarren     | 11,600        | 74            | ausgeschieden | ausgeschieden | 74   |
| Farah Abdul   | Mehrkampf Einzel | 48,565        | 68            | ausgeschieden | ausgeschieden | 68   |
| Männer        |                  |               |               |               |               |      |
| Loo Phay Xing | Barren           | 10,200        | 70            | ausgeschieden | ausgeschieden | 70   |
| Loo Phay Xing | Boden            | 13,100        | 56            | ausgeschieden | ausgeschieden | 56   |
| Loo Phay Xing | Reck             | 11,766        | 66            | ausgeschieden | ausgeschieden | 66   |
| Loo Phay Xing | Ringe            | 7,700         | 72            | ausgeschieden | ausgeschieden | 72   |
| Loo Phay Xing | Mehrkampf Einzel | 67,498        | 62            | ausgeschieden | ausgeschieden | 62   |

### Wasserspringen
| Athleten                       | Wettbewerb            | Vorkampf | Vorkampf | Halbfinale    | Halbfinale    | Finale        | Finale        | Rang |
| Athleten                       | Wettbewerb            | Punkte   | Rang     | Punkte        | Rang          | Punkte        | Rang          | Rang |
| ------------------------------ | --------------------- | -------- | -------- | ------------- | ------------- | ------------- | ------------- | ---- |
| Frauen                         |                       |          |          |               |               |               |               |      |
| Nur Dhabitah Sabri             | Kunstspringen 3 m     | 291,60   | 10       | 312,60        | 6             | 326,15        | 4             | 4    |
| Yan Yee Ng                     | Kunstspringen 3 m     | 251,95   | 20       | ausgeschieden | ausgeschieden | ausgeschieden | ausgeschieden | 20   |
| Jun Hoong Cheong               | Turmspringen 10 m     | 251,80   | 26       | ausgeschieden | ausgeschieden | ausgeschieden | ausgeschieden | 26   |
| Pandelela Rinong Pamg          | Turmspringen 10 m     | 284,90   | 18       | 315,75        | 7             | 245,85        | 12            | 12   |
| Mun Yee Leong Pandelela Rinong | Synchronspringen 10 m | —        | —        | —             | —             | 277,98        | 8             | 8    |